# 阿蘇中継局
阿蘇中継局（あそちゅうけいきょく）は、米塚の中腹（熊本県阿蘇市）にあるテレビ放送とラジオ放送の中継局である。

## 概要
- 中継局名：阿蘇中継局
- 所在地：熊本県阿蘇市乙姫・米塚

## 沿革
- 1964年2月1日 - NHK熊本放送局・RKK熊本放送が合同で中継局を設置
- 1967年9月15日 - NHK熊本放送局FM放送運用開始
- 1969年12月27日 - TKUテレビ熊本開局
- 1974年4月1日 - RKK熊本放送AM放送運用開始
- 1982年4月28日 - KKTくまもと県民テレビ開局
- 1987年
  - 3月27日 - NHK熊本放送局AM放送運用開始
  - 7月10日 - FM熊本開局
- 1989年9月22日 - KAB熊本朝日放送開局

## 放送設備

### 地上デジタル放送
| リモコン 番号 | 放送局名           | チャンネル 番号 | 空中線 電力 | ERP  | 偏波面   | 放送対象地域 | 放送区域 内世帯数 | 運用開始日    |
| ------------- | ------------------ | --------------- | ----------- | ---- | -------- | ------------ | ----------------- | ------------- |
| 1             | NHK 熊本総合       | 17              | 1W          | 5W   | 水平偏波 | 熊本県       | 8,893世帯         | 2008年 6月1日 |
| 2             | NHK 熊本教育       | 25              | 1W          | 5W   | 水平偏波 | 全国         | 8,893世帯         | 2008年 6月1日 |
| 3             | RKK 熊本放送       | 18              | 1W          | 3.9W | 水平偏波 | 熊本県       | 8,893世帯         | 2008年 6月1日 |
| 4             | KKT 熊本県民テレビ | 20              | 1W          | 4W   | 水平偏波 | 熊本県       | 8,893世帯         | 2008年 6月1日 |
| 5             | KAB 熊本朝日放送   | 21              | 1W          | 3.9W | 水平偏波 | 熊本県       | 8,893世帯         | 2008年 6月1日 |
| 8             | TKU テレビ熊本     | 19              | 1W          | 4W   | 水平偏波 | 熊本県       | 8,893世帯         | 2008年 6月1日 |

- 主な受信地域：熊本県阿蘇市・阿蘇郡南阿蘇村の各一部
- 2008年5月8日、九州総合通信局より阿蘇中継局に地上デジタルテレビジョン放送の予備免許が交付された。
- 2008年5月12日から5月31日まで行っていた試験放送は終了。

熊本本局（金峰山）が、良好に受信できない熊本県上益城郡益城町の一部地域でも受信している世帯が存在する。地元に益城中継局及び益城北中継局が設置されているが、熊本県民テレビ、熊本朝日放送が、両局とも送信していないため。なお、益城中継局、益城北中継局ともデジタル中継局の設置予定はなく、熊本本局（金峰山）、及び阿蘇中継局（米塚）を受信することとなる。

### 地上アナログテレビジョン放送 出力：10W
- RKK熊本放送 17ch（以前は、垂直波で5ch）
- NHK熊本 教育 54ch
- NHK熊本 総合 58ch
- KKT熊本県民テレビ 30ch
- KAB熊本朝日放送 50ch（アナアナ変換前は、28ch）
- TKUテレビ熊本 60ch

地上アナログテレビジョン放送は、2011年（平成23年）7月24日までに全局放送終了。RKK（熊本放送）は、以前は、垂直波で5chであったためにRKKのためだけにVHFアンテナの設置しなければならなかった。その名残で、VHFアンテナを垂直にして米塚に向けている世帯を見ることができた。一部のスポーツ新聞では、17chに変更になった後も（10年間ほど）5chと表記されていることもあった。また、RKKは、実質、初のUHF中継局だった。

### FMラジオ放送
| 周波数 （MHz） | 放送局名         | 空中線電力 | ERP  | 偏波面   | 放送対象地域 | 放送区域 内世帯数 | 運用開始日                     |
| -------------- | ---------------- | ---------- | ---- | -------- | ------------ | ----------------- | ------------------------------ |
| 81.3           | FMK エフエム熊本 | 3W         | 3.5W | 垂直偏波 | 熊本県       | 不明              | 1987年7月10日                  |
| 86.3           | NHK 熊本FM       | 3W         | 3.4W | 垂直偏波 | 熊本県       | 不明              | 1969年3月1日 （1967年9月15日） |
| 92.3           | RKK 熊本放送     | 3W         | 3.2W | 不明     | 熊本県       | 10,365世帯        | 2021年2月1日                   |

- 運用開始日の括弧内は実用化試験局の開始日。

### AMラジオ放送 出力：1kW
- RKK熊本放送 1197kHz
- NHK熊本ラジオ第1 1503kHz